# 安德烈亞斯·薩馬里斯
安德烈亞斯·薩馬里斯（希臘語：Ανδρέας Σάμαρης；1989年6月13日—），是一名希臘職業足球員，現時效力葡萄牙足球超級聯賽球隊里奧艾維和希臘國家足球隊參賽。司職中場。
薩馬里斯在2014年跟隨奥林匹亚科斯贏得聯賽冠軍後，他以1000萬歐元的價錢轉會至葡萄牙足球超級聯賽球隊本菲卡，贏得3屆聯賽軍、1屆葡萄牙盃、2屆葡萄牙聯賽盃和1屆葡萄牙超級盃。
在國家隊方面，薩馬里斯在2013年開始入選希臘國家足球隊，並參加了2014年世界盃。

## 榮譽
奧林比亞高斯
- 希臘足球超級聯賽：2013-14賽季

 賓菲加
- 葡萄牙足球超级联赛：2014-15賽季，2015-16賽季，2016-17賽季
- 葡萄牙盃：2016-17賽季
- 葡萄牙聯賽盃：2014-15賽季，2015-16賽季
- 葡萄牙超級盃：2016年

## 外部連結
- 安德烈斯·薩馬里斯 （页面存档备份，存于）於賓菲加官方網站上的資料 （葡萄牙文）
- 安德烈亞斯·薩馬里斯 – FIFA國際賽競賽紀錄 (存檔)
- 安德烈亞斯·薩馬里斯－UEFA國際賽競賽紀錄